# Anabasis elatior
Anabasis elatior (C.A.Mey.) Schischk. – gatunek rośliny z rodziny szarłatowatych (Amaranthaceae Juss.). Występuje naturalnie w Rosji (zachodnia Syberia), Kazachstanie, Mongolii oraz zachodnich Chinach (północna część regionu autonomicznego Sinciang). 

## Morfologia
PokrójWiecznie zielony półkrzew dorastający do 15–30 cm wysokości. Pędy mają brązowoszarawą barwę.
LiściePrzybierają formę łusek. Mierzą 2–3 mm długości. Blaszka liściowa jest o tępym wierzchołku.
KwiatyPojedyncze, rozwijają się w kątach pędów. Działki kielicha mają owalny kształt.
OwoceNiełupki przybierające kształt pęcherzy, przez co sprawiają wrażenie jakby były napompowane. Mają jajowaty kształt i barwę od brązowożółtawej do różowej, osiągają 2–3 mm długości, otoczone są przez 3 działki kielicha ze skrzydełkiem o barwie od żółtej do różowej.

## Biologia i ekologia
Rośnie na pustyniach i skarpach, na glebach słonych. Kwitnie od lipca do października.